# ずんずん教の野望
『ずんずん教の野望』（ずんずんきょうのやぼう）は、1994年5月に日本のセガから稼働されたアーケード用固定画面シューティング。
主人公の金地蔵および銀地蔵を操作し、「ずんずん教」と呼ばれる宗教団体の野望を阻止する事を目的としている。毎回ステージの開始時に「ずんずん教だ」と音声付きで表示される演出があり、それも含めた宗教的で異様かつ強烈な世界観からバカゲーとしても知られている。
開発は港技研およびセガ第1AM研究開発部が行い、基板はC2ボードが使用されている。
後にゲームサイト「セガエイジス」から携帯電話ゲームとして、2006年にVアプリ、2007年にEZアプリにて配信された。

## 概要
金地蔵と銀地蔵を操作し、世界各地に支部を持つ「ずんずん教」と呼ばれる宗教団体の野望を阻止･壊滅させるストーリー。
ステージは日本支部、アジア支部、欧州支部、米州支部のどれかを、ゲーム開始時またはステージクリア後に選択し、4ステージ全てを攻略することで、最終ステージずんずん教本部へ進む。
最終ステージをクリアすると、難易度の上がった2周目が始まり、これもクリアすることでエンディングになる。
当時のセガ直営店の店員によると、ロケテストの時点でデイリーインカム1500円を記録するなど評判が悪かったが、なぜか発売が強行され、当然売れなかったので直営店の全店にノルマで納入された（その店員の店には2枚納入された）。ちょうど『バーチャファイター』がブームになっていた頃でもであり、バーチャの基板と抱き合わせで買わされた店もある。そのため、評判のわりに出回りは良い。
稼働開始後間もなくして永久パターンが発覚したため、すぐに店頭から撤去される事態となった。大量の基板が新品のまま基板屋に流れたらしく、一時期は大量の基板が底値で売られていた。

## ゲーム内容
ステージのフィールド内を8方向に自由に移動できる、半自由スクロールシューティングゲームである。ショットは画面から見て上方向にのみ発射される。ショット以外にも、ボムストックを消費してボンバーを放つことも出来る。
フィールドに登場する敵（信者）を一定数倒すことでステージクリア（ボスエリアを除く）。ステージは4エリア（最終ステージは3エリア）で構成されており、最後のエリアにはボスが待ち受ける。
敵を倒すと、時々アイテムが出現し、取得するとお布施（得点）取得､スピードの増減、無敵、自機縮小、時間停止が発生する。
パワーアップアイテムを取ると菩薩→明王→阿修羅の順で姿が変わる。尚、阿修羅になっている時パワーアップアイテムを取るとお布施となる。

## ステージ

### 日本支部

#### ジュリバナ派
ディスコダンスを踊る女性とワインを運ぶ男性店員で構成。女性は扇子を投げて攻撃してくる。

#### 演歌はこぶし派
演歌歌手を思わせる和服姿の男性女性で構成。女性は時折下駄を投げてくる。

#### 朝まで泥酔派
サラリーマン男性と工事現場で働く男性で構成。弁当を投げて攻撃してくる。

#### 円屋円ノ介
日本支部長。能楽者を思わせるような姿で、ステージ開始時の絵では般若面をつけているため素顔は分からない。攻撃は4種類あり、ひょっとこ面をつけている時から使う小判投げ、おかめ面をつけた時から使う手伸ばし攻撃、般若面を付けている時の高速移動、そして素顔を見せた時の光弾攻撃。倒すとステージ選択画面で両手を頬に当てたショックポーズを取りながら沈んでいく。

### 亜細亜支部

#### 今日から太極拳派
太極拳の服を着た女性と男性で構成。太陰太極図の弾丸を投げてくる。

#### 子供うけパンダ派
武装した雄パンダと着物を着た雌パンダで構成。雄パンダは剣を投げてくる。

#### 健康はヨガから派
ヨガをするインド人のような男女で構成。

#### ラーメンマン
丼に入ったラーメンに体を沈めたラーメン職人のような姿をしたアジア支部長。なるとや餃子を投げて攻撃してくる。倒すとステージ選択画面で頭にバツの手持ち札をつけて沈んでいく。

### 欧州支部

#### 白鳥の水掻派
バレエ劇団のような女性と男性で構成。トゥーシューズを投げてくる。

#### 悲しみのマドンナ派
フラメンコを踊る男女で構成。女性は薔薇を投げてくる。

#### ピエロはつらいよ派
サーカス団のピエロと熊で構成。

#### キングアーサー
アーサー王を思わせる金の鎧の騎士で欧州支部長。胸部から撃ち出す弾と盾から撃ち出す稲妻が主な攻撃手段。体力が減ると2体→4体に分裂するが、どれを撃ってもダメージを与えられる。倒すとステージ選択画面で全身に絆創膏を貼り、降参の白旗を見せて沈んでいく。

### 米国支部

#### プッチンメタル派
パンク・ロックを思わせる長髪のギタリストの男性と肥満体のダンサーの男性で構成。

#### ウエストサイド派
モヒカンヤンキーの男性とボンテージスーツの女性で構成。

#### タップはお好き？派
山高帽を被ったタキシードの男性とレオタードの女性で構成。帽子を飛ばして攻撃する。

#### クリキントン
羽の付いた覆面を被ったアメコミヒーローのような姿をした米国支部長。宙を舞いながら「JUSTICE」の文字の弾幕とタックルで攻撃してくる。倒すとステージ選択画面で口から泡を吹きながら沈んでいく。

### 秘密本部

#### ダンス人形派
唇と蝶ネクタイが特徴な不気味な球体関節人形の男女で構成。

#### 偽地蔵派
禿頭の偽地蔵と頭髪の生えた偽地蔵で構成。頭髪の生えた偽地蔵は「死」の文字が刻まれた弾を撃ってくる。

#### アースノイド
「ずんずん教」教祖で本作のラストボス。手足の生えた単眼の地球を思わせる異形の球体生物。エンディングにてその正体は「地球の無意識」であったことが明らかとなる。

## 移植版
| No. | タイトル         | 発売日        | 対応機種                        | 開発元 | 発売元 | メディア                      | 型式 | 備考 | 出典        |
| --- | ---------------- | ------------- | ------------------------------- | ------ | ------ | ----------------------------- | ---- | ---- | ----------- |
| 1   | ずんずん教の野望 | 2006年3月1日  | ボーダフォンライブ! （Vアプリ） | セガ   | セガ   | ダウンロード （セガエイジス） | -    |      | [ 5 ] [ 6 ] |
| 2   | ずんずん教の野望 | 2007年5月31日 | BREW 3.1対応端末 （EZアプリ）   | セガ   | セガ   | ダウンロード （セガエイジス） | -    |      | [ 7 ]       |

## 開発
本作の開発者は非公表であるが、本作のグラフィックを担当した大田正之（元アニメーターで、ドット絵はこれがデビュー作）によると、本作は港技研の熊倉賢一が手掛けたとのこと。ネームエントリーのデフォルト名には「IWA」「MOR」「OTA」など当時の港技研の開発者らしき名が見られる。
また、セガのサードパーティとして、本作がセガの流通に乗ってリリースされる際、セガAM1研のサポートを受けた。セガAM1研のメンバーとしてリリース前のテストプレイを行った者（当時新入社員）の記憶によると、このゲームは「コアランドの生き残り」が作った、つまりセガと関係の深かったゲーム会社のコアランドがバンダイに買収されてバンプレストとなった際、退職して港技研に合流したメンバーによって製作されたものだという説明を先輩より受けたとのことで、その際に危ない時事ネタを扱ったゲームと言うことでコアランドの『ごんべえのあいむそ〜り〜』（アーケード、1985年）を意識したという。既にオウム真理教が話題となっていた時期であったので、AM1研でもその危なさにみんな驚いたという。AM1研の手元に来た時点でゲーム自体はほぼ完成していたが、本当にそのまま発売してよいのかどうかで意見が噴出し、危なすぎて発売できないので、テストプレイは長期間行われたとのこと。結局、「このゲームはいかなる宗教とも関係ありません」の表示を入れることと、作ったのはセガではなく「港技研」であることを表記することで、発売を許されたという。
当時港技研の新人だった大田にとっても、本作はやはり「謎」だったとのことで、「ローバジェットでも好き勝手にやろうと企画の人が才能を発揮した」のだろうと回想している。
なお、コアランド時代にセガの『青春スキャンダル』（1985年）などを手掛けた熊倉や岩永らは、港技研として独立した後もセガやバンプレストと関係が深く、『ダイナマイトヘッディー』（ゲームギア版、1995年）など相応の大作の制作を任されているが、一方で自機が某大物政治家そっくりの『ごんべえのあいむそ〜り〜』や、自機がハニワの『はにいいんざすかい』(PCエンジン、1989年)などの奇ゲーを手掛けている。

## 評価
ゲーム本『悪趣味ゲーム紀行2』においてライターのがっぷ獅子丸は、本作がインベーダーハウス時代のテイストを残している作品であるとした他、ゲームシステムはナムコの『ギャラガ』（1981年）と同様であると指摘し、各ステージ毎にレベルアップアイテムが2つしか出ず、またボムである「御心ボンバー」では全滅できないなど難易度が高い事および各ステージタイトルの荒唐無稽さを酷評した。また、カプコンの『魔界村』（1985年）のように2週しないとクリアとならない仕様に関して、アーケードゲームのマイナーな部分だけを抽出しているとして否定的に評価した。